# داش التي (مياندوآب)
داش‌ التي هي قرية في مقاطعة مياندوآب، إيران. عدد سكان هذه القرية هو 40 في سنة 2006.